# Jan (biskup lubuski)
Jan (XIII/XIV w.) – polski duchowny katolicki, biskup lubuski.
Urząd biskupa lubuskiego objął prawdopodobnie na początku 1300 r. W związku z jurysdykcją biskupów lubuskich na Rusi wybudował zamek obronny i rezydencję w Opatowie. Ostatni przekaz o nim mówiący przypada na 1302 r., stąd też uważa się, że w tym roku mogła mieć miejsce śmierć tego ordynariusza.